# Differentielle Psychologie
Die Differentielle Psychologie (selten auch Differenzielle Psychologie) befasst sich mit den Unterschieden zwischen einzelnen Personen im Hinblick auf psychologische Eigenschaften und Zustände. Genaue Beschreibungen, Tests und Messungen liefern die Grundlagen für die anschließende Forschung: Wie entwickeln sich diese Unterschiede aus den genetischen Anlagen und den sozialen Einflüssen? Wie hängen diese Merkmale untereinander zusammen und wie lassen sie sich ordnen? Wie verändern sich diese Merkmale unter verschiedenen Lebensbedingungen und inwieweit sind sie durch Erziehung, Psychotherapie, Medikamente u. a. Maßnahmen zu beeinflussen?
Im Studium der Psychologie bilden die Differentielle Psychologie und die Persönlichkeitspsychologie zusammen das Fach Differentielle und Persönlichkeitspsychologie (Persönlichkeitsforschung).

## Definition
Anfangs interessierten vor allem die Unterschiede in Sinnesleistungen, Reaktionstempo und in Intelligenzfunktionen u. a. Fähigkeiten sowie in relativ überdauernden Persönlichkeitseigenschaften. Der Ansatz weitete sich dann aus, denn die meisten Merkmale erwiesen sich nicht als konstant. Persönlichkeitseigenschaften können sich im Laufe der Zeit verändern. Dabei unterscheiden sich die Menschen hinsichtlich kurz- und mittelfristiger Konstanz bestimmter Eigenschaftsausprägungen und im Ausmaß der langfristigen Plastizität, beispielsweise der Introversion und Extraversion in Jugend und Alter. Unübersehbar sind auch die kurzfristigen Zustandsänderungen, etwa der Leistungsfähigkeit oder des Befindens im Tagesverlauf. Auch in dieser Hinsicht gibt es auffällige Unterschiede zwischen Personen. Folglich muss sich die Differentielle Psychologie befassen mit:
- Unterschieden zwischen den einzelnen Personen (inter-individuell),
- Unterschieden (Veränderlichkeit) innerhalb einer Person (intra-individuell) und
- Unterschieden zwischen Personen hinsichtlich ihrer Veränderlichkeit (inter-individuelle Differenzen der intra-individuellen Variabilität).

Die Differentielle Psychologie beschäftigt sich mit allen psychologischen Merkmalen des menschlichen Erlebens und Verhaltens und bezieht, je nach Fragestellung, auch die zugrunde liegenden physiologischen und neurophysiologischen Unterschiede sowie Informationen u. a. über sozialpsychologische, sozioökonomische, ökologische Aspekte ein. (Amelang et al. 2006; Asendorpf 2007) (siehe Biopsychologie, Heritabilität, Individualität, Konstitution, Psychophysiologie).
Mit ihren genauen Beschreibungen und ihren methodischen Prinzipien liefert die Differentielle Psychologie die wissenschaftlichen Grundlagen vieler anderer Bereiche der Psychologie, speziell auch der Psychologischen Diagnostik und der Angewandten Psychologie.

## Geschichte
Zu den Pionieren dieser Forschungsrichtung gehören Sir Francis Galton (1822–1911) mit seinen Inquiries into Human Faculty and its Development (1883) und James McKeen Cattell (1860–1944). Beide untersuchten bei vielen Menschen zahlreiche Funktionen, vor allem psychophysiologische Merkmale wie Sinnesleistungen und Reaktionszeiten. James McKeen Cattell verfasste das Buch Mental tests and measurement (1890) und führte den Begriff Test in die Psychologie ein. Hugo Münsterberg entwickelte um 1891 Aufgaben zu verbalen Assoziationen, Rechnen, Lesen und Gedächtnis. Von Hermann Ebbinghaus (1897) stammt die Idee, Aufgaben zur Satzergänzung bei sinnvollen Texten in die Tests aufzunehmen.
Der französische Psychologe Alfred Binet (1857–1911) schuf zusammen mit Théodore Simon eine Aufgabenserie, um die geistige Leistungsfähigkeit von Schulkindern zu messen; es war der erste Intelligenztest. Die Systematik und das Forschungsprogramm der Differentiellen Psychologie wurden zuerst von dem deutschen Psychologen William Stern (1871–1938) entwickelt. Raymond B. Cattell (1905–1998) hat diese Methodenlehre, vor allem durch das statistische Verfahren der Faktorenanalyse, und durch seine umfangreichen Arbeiten an einem Universellen Index von Persönlichkeitsfaktoren weiter ausgebaut (Cattell 1957).
William Sterns Differenzielle Psychologie (1911) enthält das erste systematische Programm dieser Forschungsrichtung. Merkmale sind nach Stern alles, „was im Individuum als empirisch Feststellbares vorhanden ist“ (Stern 1911, S. 20). Er begründete die Differentielle Psychologie, indem er diese Sichtweise von der Allgemeinen Psychologie abgrenzte: Was in der Allgemeinen Psychologie als uninteressante Variabilität oder als Messfehler gilt, wird zum Thema der Differentiellen Psychologie.
„Fast alle Bestrebungen der wissenschaftlichen Psychologie hatten bis vor kurzem das Gemeinsame, daß sie Probleme generell faßten. (…) Nun ist eine solche Abstraktion gerechtfertigt, solange sie aus einer Einsicht in die zeitweiligen Grenzen unseres Könnens hervorgeht; aber die Gefahr liegt nahe, daß man vergißt eine Abstraktion vor sich zu haben (…). Stieß doch der Forscher allenthalben selbst gegen seinen Willen auf seelische Besonderheiten; und wenn diese zunächst für seine generalisierende Betrachtung lediglich eine Fehlerquelle war, so ging es hier schließlich ähnlich wie in anderen Fällen der Wissenschaftsgeschichte: aus der Fehlerquelle wurde selber ein Problem.“ (Stern 1911, S. 1)
Außerdem nennt Stern die „Spezielle Psychologie“, die sich mit der Untersuchung ausgewählter Teilpopulationen (u. a. Frauen, Männer, Berufsgruppen) befasst. Beide Forschungsrichtungen suchen allgemeingültige Gesetzmäßigkeiten und setzen voraus, dass Menschen in ihrer Verschiedenheit dennoch vergleichbar sind – aufgrund „allgemeiner Merkmale“ (vgl. common traits nach Allport 1937). Stern definiert neben der „Differentiellen Psychologie im engeren Sinn“ noch eine weitere Fragestellung und folgt dabei der wissenschaftsmethodischen Unterscheidung zwischen dem Verfahren der Nomothetik und der Idiographie, d. h. der Suche nach allgemeinen Gesetzmäßigkeiten bzw. dem Verstehen der individuellen Eigenart (vgl. Persönlichkeit). Stern beschreibt die individuumzentrierte Sicht:
„Auch hier ist die Untersuchung noch nomothetisch; aber sie nähert sich der Grenze dieser Forschungsrichtung umso mehr, je enger der Umkreis der Gruppe, je spezieller die Typik ist, deren Wesen bestimmt werden soll. Der Einschlag des Besonderen in das Allgemeine wird immer stärker, und die Grenze ist dort erreicht, wo die einzelne Individualität selber zum Problem wird. Denn Individualität bedeutet stets Singularität. Jedes Individuum ist ein in identischer Form nirgends und niemals sonst vorhandenes Gebilde. An ihm bestätigen sich wohl gewisse Gesetzmäßigkeiten, in ihm verkörpern sich wohl gewisse Typen, es in vielen Hinsichten mit anderen Individuen vergleichbar – aber es geht nicht restlos auf in diesen Gesetzmäßigkeiten, Typen und Gleichungen, stets bleibt ein Plus, durch welches es sich von anderen Individuen unterscheidet, die den gleichen Gesetzen und Typen unterliegen. So ist die Individualität die Asymptote der Gesetze suchenden Wissenschaft. (…) Wenn es in der Tat, wie es manche Wissenschaftstheoretiker wollen, alleinige Aufgabe der Wissenschaft ist, Allgemeingültiges zu finden, dann gibt es keine Psychologie der einzelnen Individualität.“ (Stern 1911, S. 4).

## Methodik
Die Forschung über Intelligenz ist neben der Psychophysik der Bereich, in dem die Methodik des psychologischen Messens hauptsächlich entwickelt wurde. Hier entstanden die modernen psychologischen Testmethoden und die Theorie psychologischer Tests. Die Möglichkeiten und Grenzen dieser Methoden sind noch immer umstritten, denn es gibt grundsätzliche Unterschiede zwischen diesen oft auf subjektive Beurteilungen gestützten Verfahren und der für die Physik u. a. Naturwissenschaften typischen objektiven Messung (siehe Psychometrie, Skalierung).
In der Intelligenzforschung wird auch deutlich, dass die Differentielle Psychologie sich nicht mit der testmethodischen Beschreibung begnügt, sondern fragt, wie die beobachteten Unterschiede zustande kommen: Wie viel ist durch erbliche Anlage oder durch Erziehung zu erklären? Durch welche anderen Bedingungen wird die Intelligenzleistung gefördert oder gehemmt? Die Differentielle Psychologie fragt auch, wie die einzelnen Merkmale miteinander zusammenhängen. Dafür wird häufig die statistische Methode der Korrelation verwendet. Die Höhe des Korrelationskoeffizienten drückt aus wie eng zwei Merkmale zusammenhängen, wobei nichts ausgesagt werden kann, was diese Beziehung verursacht oder welche Variable die andere steuert. Weitere Fragen sind: Steht die Intelligenzleistung in Zusammenhang, u. a. mit Kreativität oder mit bestimmten Persönlichkeitseigenschaften, und inwieweit ermöglichen es die Testergebnisse praktisch, andere Unterschiede vorherzusagen, z. B. im Schulerfolg und Berufserfolg?
Bereits William Stern hat vier hauptsächliche Zugänge zur differentiellen Psychologie unterschieden: die Variationsforschung richtet sich auf den Vergleich eines Merkmals an vielen Individuen; die Korrelationsforschung untersucht zwei oder mehrere Merkmale an vielen Individuen; die Psychographie betrachtet ein Individuum in Bezug auf viele Merkmale; die Komparationsforschung vergleicht zwei oder mehr Individuen in Bezug auf viele Merkmale. Diese Strategien wurden seitdem methodisch weiter differenziert und (mit Ausnahme der Psychographie, siehe Biographie) durch geeignete statistische Methoden ergänzt. Vor allem Raymond B. Cattell (1957) hat den wichtigen Schritt getan, den Begriff des psychologischen Merkmals zu differenzieren, indem er Beobachtungs- bzw. Mess-Gelegenheiten in Raum und Zeit, also verschiedene Situationen und Zeitpunkte unterschied, und entsprechende Korrelationstechniken definierte. (Amelang et al. 2006; Stemmler 1992)
Aus diesen Ansätzen der differentiellen Psychologie entstanden die Methodik Psychologischer Tests und die Beobachtungsmethoden, deren wissenschaftliche Qualität nach bestimmten Gütekriterien bewertet wird. (vgl. Psychologische Diagnostik).
- die inhaltliche Gültigkeit (Validität) eines Testwertes: Wie gut repräsentiert er die gemeinte Eigenschaft?
- die formale Zuverlässigkeit (Reliabilität): Wie genau ist ein Testwert durch eine zweite Messung dieser Art reproduzierbar?
- die zeitliche Konstanz (Stabilität): wie genau sind die Testwerte kurz- und langfristig zu reproduzieren?
- die innere Konsistenz: wie eng hängen verschiedene Einzelmerkmale der gemeinten Eigenschaft zusammen?
- die Verallgemeinerungsfähigkeit (Generalisierbarkeit): wie gut kann von dem – in einer bestimmten (künstlichen) Untersuchungssituation erhobenen – Testwert auf die allgemeine Ausprägung dieser Eigenschaft im Alltag bzw. in anderen Lebenssituationen geschlossen werden (externe Validität, ökologische Validität)?

Die Konzepte und Methoden der Differentiellen Methodik umfassen über die Testmethodik hinaus allgemeine Untersuchungsstrategien, darunter viele, die als methodisch anspruchsvolle Verfahren der Forschungsstatistik ausgearbeitet sind. (Amelang und Schmidt-Atzert 2006; Bortz und Döring 2006).

## Merkmalsbereiche und Taxonomie
Das Arbeitsprogramm der Differentiellen Psychologie schließt alle psychologischen Merkmale ein. Deren Vielfalt und die verschiedenartigen Untersuchungsmethoden gehören zu den Gründen, weshalb es bisher kein überzeugendes Ordnungssystem, keine Taxonomie der psychologischen Merkmale gibt. Wichtiger noch ist das Fehlen einer einheitlichen Theorie der Persönlichkeit, aus der sich geeignete Ordnungsprinzipien ableiten ließen. Deswegen sind nur grobe Einteilungen möglich, die teils von den Funktionsbereichen, teils von den Untersuchungsmethoden bestimmt sind:
- sensorische und motorische Fähigkeiten, Reaktionsverhalten,
- Intelligenzfunktionen, Kreativität, kognitive Leistungen, spezielle Begabungen, Sprache,
- Lernfähigkeit, Verhaltensgewohnheiten,
- Sozialverhalten, Kommunikationsstil, Hilfsbereitschaft,
- Temperamentseigenschaften wie Grundstimmung, Emotionalität, Aggressivität,
- Grundbedürfnisse, Motive, Konflikte, Lebenszufriedenheit, Pläne und Ziele,
- Erlebnisweisen, Bewusstseinsänderungen,
- Selbstkonzepte, d. h. die Einschätzung der eigenen Person, des Aussehens und der Begabung unter verschiedenen Gesichtspunkten,
- soziale und politische Einstellungen, Interessen, Wertorientierungen, weltanschauliche (religiöse) Überzeugungen,
- Befindlichkeit (Wachheit, Stimmung, Körperwahrnehmungen),
- körperliche Merkmale, psychophysiologische und neuropsychologische Variablen.

Individuelle Differenzen sind nach bestimmten Gesichtspunkten zu beschreiben, z. B. nach Altersunterschieden, nach Geschlechtsunterschieden, nach soziokulturellen Unterschieden oder hinsichtlich zeitlicher Unterschiede der Variabilität (im Tageslauf und Jahreslauf, nach längerfristigen Trends und säkularen Veränderungen) sowie vergleichend als relative Variabilität bestimmter Merkmale und Merkmalsbereiche.

## Idiographische Ansätze
Die differentiell-psychologische Forschung ist ganz überwiegend eine Korrelations- und Variationsforschung geblieben. Demgegenüber entwickelte sich die biografische Persönlichkeitsforschung zu einer weitgehend unabhängigen Arbeitsrichtung (siehe Biografie, Biografieforschung). Die von Psychologen wie William Stern, Gordon Allport, Hans Thomae geforderte individuumzentrierte Sichtweise bedeutet eine große methodische Herausforderung: die individuelle Eigenart so zu beschreiben, dass ein Vergleich zwischen den Personen möglich bleibt. Dafür muss ein vermittelnder Weg gefunden werden zwischen den allgemeinen Test- und Messmethoden, die Individuelles nicht erfassen können, und teils einfühlenden, teils interpretierenden Verfahren, die näherungsweise das Besondere eines Menschen erkunden (siehe Idiographie, Individualität, Interpretation, Interview, Nomothetik, Verstehen).
Ein Zugang könnten die für Individuen charakteristischen Profile (Muster) von Eigenschaften sein oder die Verfahren, bei denen die Untersuchten ihre eigenen psychologischen Erfahrungen und Begriffe einbringen, beispielsweise beim Rollen-Konstrukt-Test (Repertory-Grid Test) von George A. Kelly. Der Begriff ipsative Messung bedeutet im Unterschied zur gewöhnlichen Messung, dass keine allgemeingültige Skalierung zugrunde liegt, sondern nur für die eigene Person und innerhalb des eigenen Erlebens geurteilt wird, beispielsweise durch prozentuale und vergleichende Schätzung, wie stark ein bestimmtes Interesse oder eine bestimmte Motivation im Vergleich zu den anderen aktuell erlebten Interessen ist. Solche individuumzentrierten Messungen sind jedoch zwischen Personen nur unter großen Vorbehalten vergleichbar. Deshalb sind diese Methoden eher geeignet, psychologische Veränderungen innerhalb einer Person im zeitlichen Verlauf zu erfassen.

## Forschungsrichtungen
Wichtige Richtungen der Differentiellen Psychologie sind weiterhin die Forschung über Intelligenz und andere kognitive Leistungen, auch mit Blick auf die neurowissenschaftlichen Grundlagen. Diese Untersuchungen führen oft dazu, neue Tests und andere Untersuchungsverfahren zu entwickeln und international zu standardisieren. Durch innovative Methoden wie die computerunterstützte Datenerhebung im Alltag wurden neue Forschungsgebiete erschlossen, beispielsweise die im Tageslauf auftretenden Emotionen, Stressreaktionen oder körperlichen Beschwerden (Ambulantes Assessment). Es gibt zahlreiche Aufgabenstellungen in den Bereichen Arbeitswissenschaft, Klinische Psychologie, Pädagogische Psychologie, die maßgeblich von der Differentiellen Psychologie unterstützt werden, vor allem die Persönlichkeitspsychologie und die Psychologische Diagnostik.